# Речь 18 июня
Речь 18 июня (фр. Appel du 18 Juin) — ставшее известным выступление лидера «Сражающейся Франции» Шарля де Голля, состоявшееся 18 июня 1940 года и давшее толчок движению Сопротивления во время Второй мировой войны. В этой речи Шарль де Голль обратился из Лондона ко всем французам после оккупации Франции немецкими войсками и заявил, что война для страны ещё не закончена и призвал людей вступать в движение Сопротивления. Эта речь стала одной из самых важных за всю историю Франции. Она стала откликом на радиообращение маршала Филиппа Петена, который 17 июня 1940 года заявил в нём, что провозглашает себя главой коллаборационистского правительства. Обращение к французскому народу де Голля было сделано во французской студии Би-би-си. В тот день она не была записана, так как была расценена на тот момент журналистами и администрацией радио малозначительной. Мало кто мог поверить тогда в историческую роль генерала. Речь была записана спустя четыре дня.
В 2005 году ЮНЕСКО включила речь в реестр «Память мира».

Лидеры, которые на протяжении многих лет стоят во главе французских армий, сформировали правительство. Это правительство, ссылаясь на поражение наших армий, вступило в контакт с врагом, чтобы остановить боевые действия. Конечно вражеская сила: механическая, сухопутная и воздушная затопила и затопляет нас. Бесчисленные танки, самолёты, тактика немцев заставляют нас отступать. Танки, самолёты, тактика немцев, которые застали врасплох наших лидеров, приведя их туда, где они сегодня находятся.
Но разве последнее слово уже сказано? Разве надежда должна исчезнуть? Разве это поражение окончательно? Нет!
Поверьте мне, я говорю вам, опираясь на знание фактов и я говорю вам, что ничего не потеряно для Франции. Те самые средства, что победили нас, могут приблизить день победы.
Ибо Франция не одинока! Она не одинока! Она не одинока! За ней стоит обширная империя. Она может объединиться с Британской империей, которая господствует на морях и продолжает борьбу. Она, как и Англия, может без ограничений использовать огромную промышленность Соединенных Штатов.
Эта война не ограничивается лишь несчастной территорией нашей страны. Исход этой войны не решается битвой за Францию. Это мировая война. Все ошибки, промедления, страдания не означают, что в мире нет всех необходимых средств для того, чтобы раздавить наших врагов. Поражённые сегодня механической силой, мы сможем в будущем победить при помощи превосходящей механической силы. Судьба мира зависит от этого.
Я, генерал де Голль, находящийся сейчас в Лондоне, я призываю французских офицеров и солдат, которые находятся на британской территории или которые прибудут туда, с оружием или без оружия, я призываю инженеров и рабочих промышленности вооружения, которые находятся на британской территории или прибудут туда, связаться со мной.
Что бы ни случилось, пламя французского сопротивления не должно потухнуть и не потухнет. Завтра, как и сегодня, я буду говорить по Радио Лондона.
Оригинальный текст (фр.)
«Les chefs qui, depuis de nombreuses années, sont à la tête des armées françaises, ont formé un gouvernement. Ce gouvernement, alléguant la défaite de nos armées, s’est mis en rapport avec l’ennemi pour cesser le combat.
Certes, nous avons été, nous sommes, submergés par la force mécanique, terrestre et aérienne, de l’ennemi.
Infiniment plus que leur nombre, ce sont les chars, les avions, la tactique des Allemands qui nous font reculer. Ce sont les chars, les avions, la tactique des Allemands qui ont surpris nos chefs au point de les amener là où ils en sont aujourd’hui.
Mais le dernier mot est-il dit ? L’espérance doit-elle disparaître ? La défaite est-elle définitive ? Non !
Croyez-moi, moi qui vous parle en connaissance de cause et vous dis que rien n’est perdu pour la France. Les mêmes moyens qui nous ont vaincus peuvent faire venir un jour la victoire.
Car la France n’est pas seule ! Elle n’est pas seule ! Elle n’est pas seule ! Elle a un vaste Empire derrière elle. Elle peut faire bloc avec l’Empire britannique qui tient la mer et continue la lutte. Elle peut, comme l’Angleterre, utiliser sans limites l’immense industrie des États-Unis.
Cette guerre n’est pas limitée au territoire malheureux de notre pays. Cette guerre n’est pas tranchée par la bataille de France. Cette guerre est une guerre mondiale. Toutes les fautes, tous les retards, toutes les souffrances, n’empêchent pas qu’il y a, dans l’univers, tous les moyens nécessaires pour écraser un jour nos ennemis. Foudroyés aujourd’hui par la force mécanique, nous pourrons vaincre dans l’avenir par une force mécanique supérieure. Le destin du monde est là.
Moi, Général de Gaulle, actuellement à Londres, j’invite les officiers et les soldats français qui se trouvent en territoire britannique ou qui viendraient à s’y trouver, avec leurs armes ou sans leurs armes, j’invite les ingénieurs et les ouvriers spécialistes des industries d’armement qui se trouvent en territoire britannique ou qui viendraient à s’y trouver, à se mettre en rapport avec moi.
Quoi qu’il arrive, la flamme de la résistance française ne doit pas s’éteindre et ne s’éteindra pas.
Demain, comme aujourd’hui, je parlerai à la Radio de Londres.»

18 июня 2025 года, в 85-ю годовщину произнесения речи, оригинал рукописного текста был передан потомками де Голля на хранение в Национальные архивы Франции.   